# John Stile
Juan Stile (fl. 1511) fue el primer embajador inglés en España hacia 1511, durante el reinado de Fernando de Aragón como rey de España, y el comienzo del reinado de su yerno, el rey Enrique VIII de Inglaterra. Enrique estaba en aquel entonces casado con su primera esposa, Catalina de Aragón.